# 维莱塔巴雷阿
维莱塔巴雷阿（義大利語：Villetta Barrea），是意大利阿布鲁佐大区拉奎拉省的一个市镇。总面积20.52平方公里，人口667人，人口密度32.5人/平方公里（2009年）。ISTAT代码为066107。